# جون فراولي (تنس)
جون فراولي (بالإنجليزية: John Frawley)‏ مواليد 4 يوليو 1965 في كوينزلاند، أستراليا، هو لاعب كرة مضرب أسترالي سابق وكان يلعب باليد اليمنى. أعلى تصنيف له في الفردي كان المركز الـ 35 في سنة 1988. أعلى تصنيف له في الزوجي كان المركز الـ 130 في سنة 1985.

## روابط خارجية
- جون فراولي على موقع رابطة محترفي التنس (الإنجليزية)
- جون فراولي على موقع الاتحاد الدولي لكرة المضرب (الإنجليزية)
- جون فراولي على موقع خلاصة التنس.كوم (الإنجليزية)